# Martin Trömel
Martin Trömel (* 31. Oktober 1934 in Berlin; † 4. Oktober 2017 in Bad Homburg vor der Höhe) war ein deutscher Chemiker und Hochschullehrer (Anorganische Chemie, Festkörperchemie). Bis zu seiner Emeritierung im Jahr 2000 forschte und lehrte er am Institut für Anorganische und Analytische Chemie der Johann Wolfgang Goethe-Universität Frankfurt am Main.
Trömel wurde 1963 an der Universität Frankfurt promoviert (Dissertation: Röntgenographische und elektronenmikroskopische Untersuchung von Magnesiumoxiden verschiedener Herkunft). 1969 habilitierte er sich und 1971 wurde er Professor in Frankfurt. Schwerpunkte seiner Arbeit waren die Festkörperchemie, Kristallchemie und die Geschichte der Chemie.
Er engagierte sich im Bereich der Lehrerausbildung und bei der Universität des dritten Lebensalters, einem Bildungsangebot der Goethe-Universität für Senioren. Mediale Aufmerksamkeit in den USA und in Deutschland erhielten er und seine Mitarbeiterin Vera Morgenweck-Lambrinos durch die Aufarbeitung des Verhältnisses des Nobelpreisträgers Otto Hahn und der Atomphysikerin Lise Meitner. In mehreren Interviews und Artikeln widersprachen die beiden der Darstellung der amerikanischen Professorin Ruth Lewin Sime, die in einer Biographie suggerierte, Otto Hahn habe die durch die Verfolgung durch die Nationalsozialisten und ihre Emigration ausgelöste Schwäche seiner jüdischen Kollegin ausgenutzt, um die Entdeckung der Kernspaltung für sich zu beanspruchen.
Er veröffentlichte unter anderem über Goethe und die Naturwissenschaften und Isaac Newton, karolingische Astronomie (teilweise zur Widerlegung von Heribert Illigs Thesen), und Irrtum und Mythenbildung in den Naturwissenschaften.